# Loudness (elettronica)

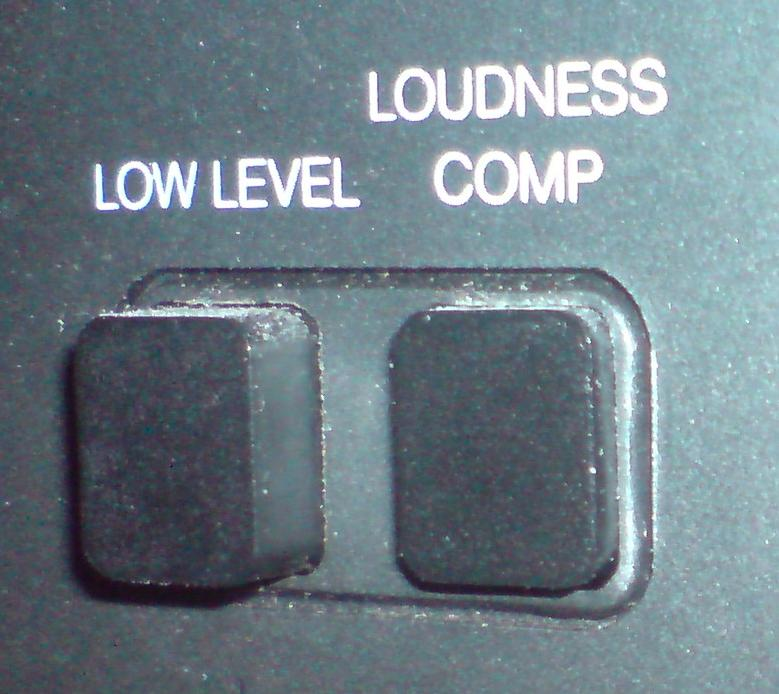
tasto di attivazione del circuito di compensazione loudness in un amplificatore NAD.

Il loudness è un circuito elettrico costituito da un filtro, impiegato su amplificatori audio, allo scopo di compensare la minore sensibilità dell'orecchio, soprattutto alle frequenze basse, quando l'impianto è utilizzato a basso volume di emissione sonora.
Il suo utilizzo altera la risposta in frequenza dell'amplificatore su cui è installato, rendendola non lineare; per questo motivo, gli attuali amplificatori ad alta fedeltà di classe elevata (Hi-end), non ne fanno uso.

## Funzionamento
Il circuito, relativamente semplice, costituito da resistori e condensatori, si comporta da filtro, enfatizzando di una certa misura le frequenze basse, durante l'impiego dell'amplificatore a basso volume. Il suo principio di funzionamento porta a bilanciare il volume delle frequenze basse e acute in modo inversamente proporzionale al volume di ascolto; in pratica a minor volume sonoro emesso, corrisponde un aumento dell'emissione di frequenze basse e acute. Normalmente, gli amplificatori che adottano questo circuito sono provvisti di un pulsante o un commutatore per poter escludere la funzione loudness.